# Hermann Springer
Hermann Springer (Zürich, 1908. december 4. – 1978. december 12.) svájci labdarúgó-fedezet.